# 宝马世界

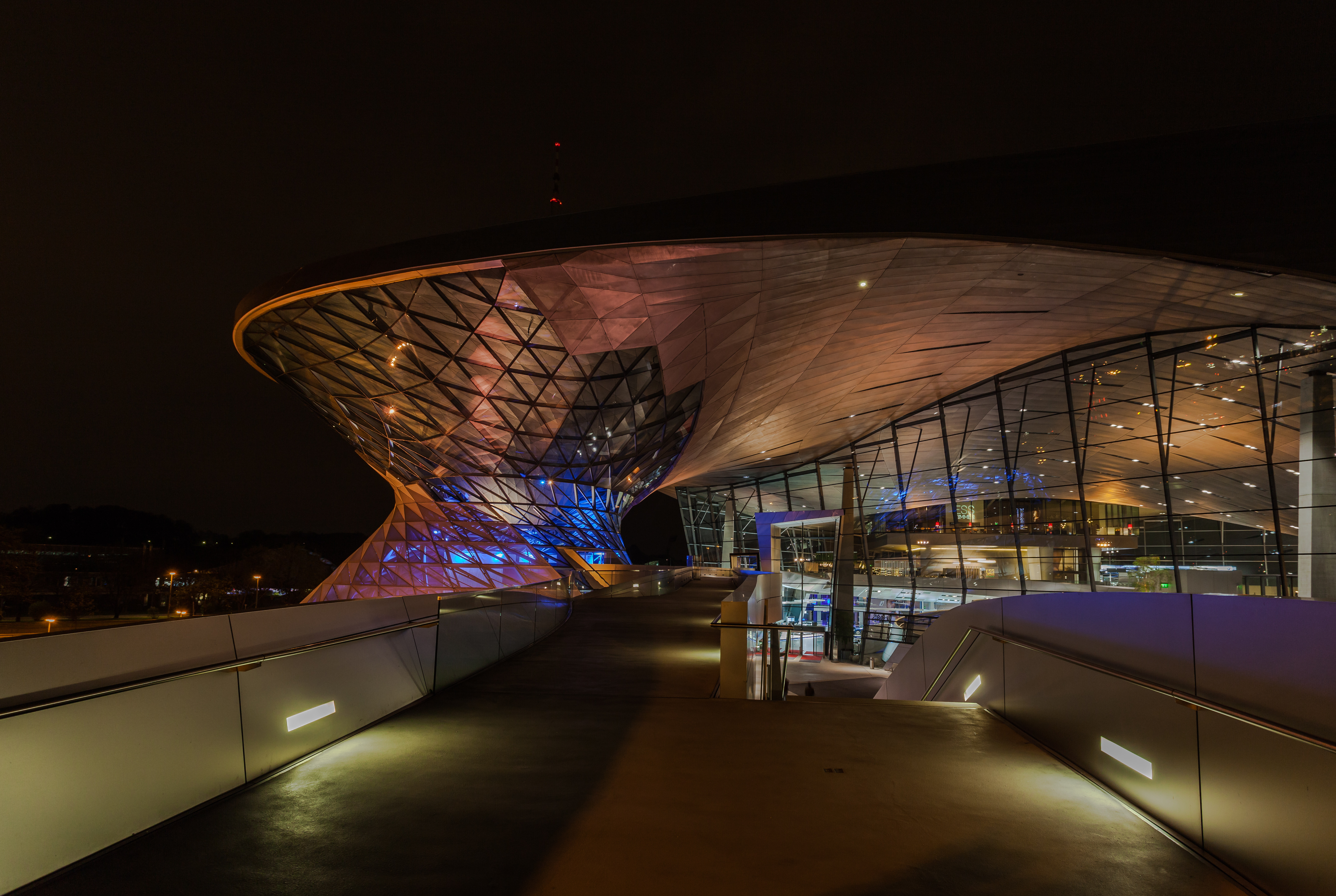
宝马世界

宝马世界（德語：BMW Welt）是宝马集团的一个多功能的客户体验和展览中心，位于德国慕尼黑，靠近宝马总部。其设计目的是为了展示宝马目前的产品，成为宝马汽车的配送中心，论坛举办场所和会议中心。

## 设计和结构

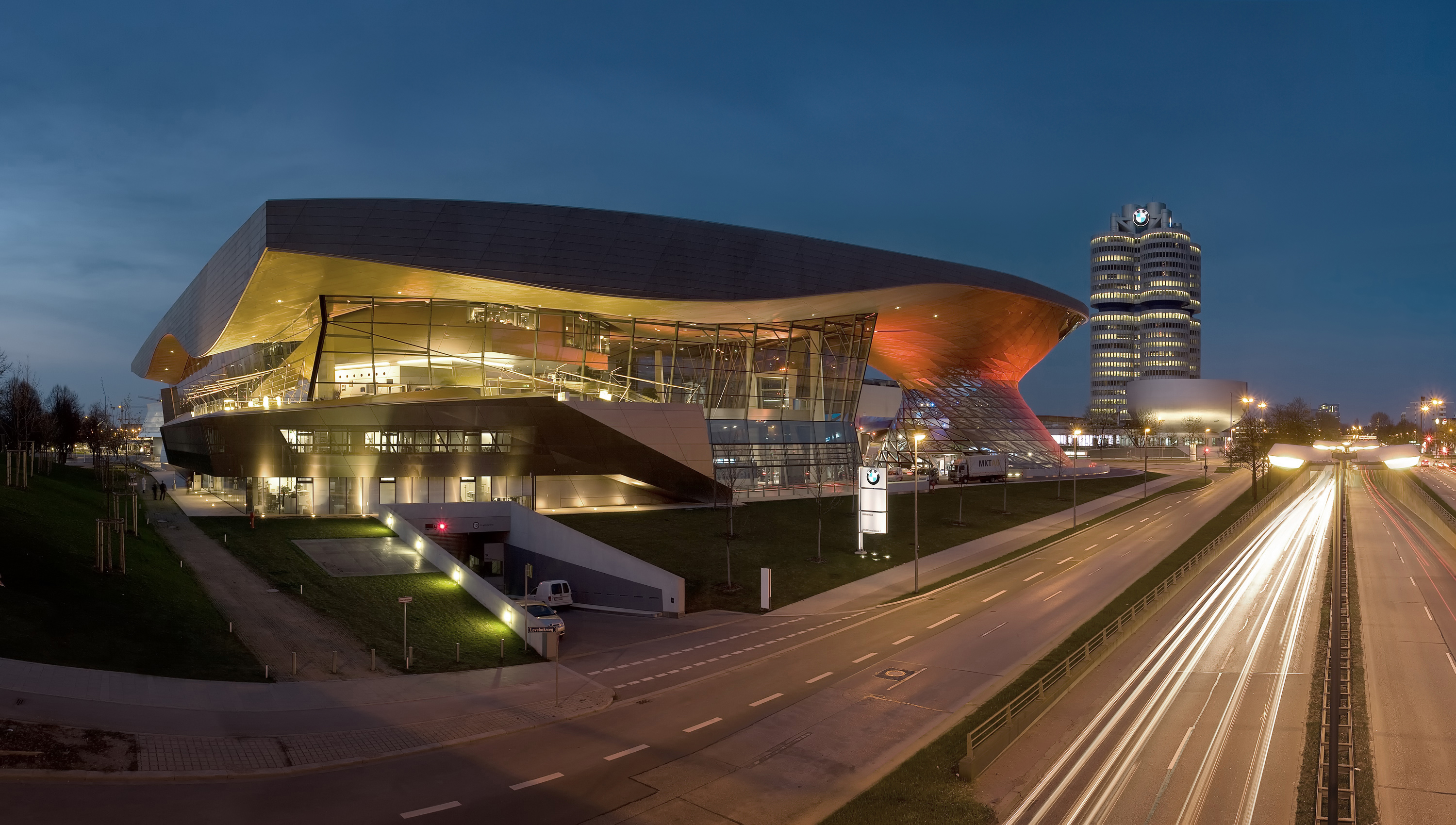
夜色下的宝马中心

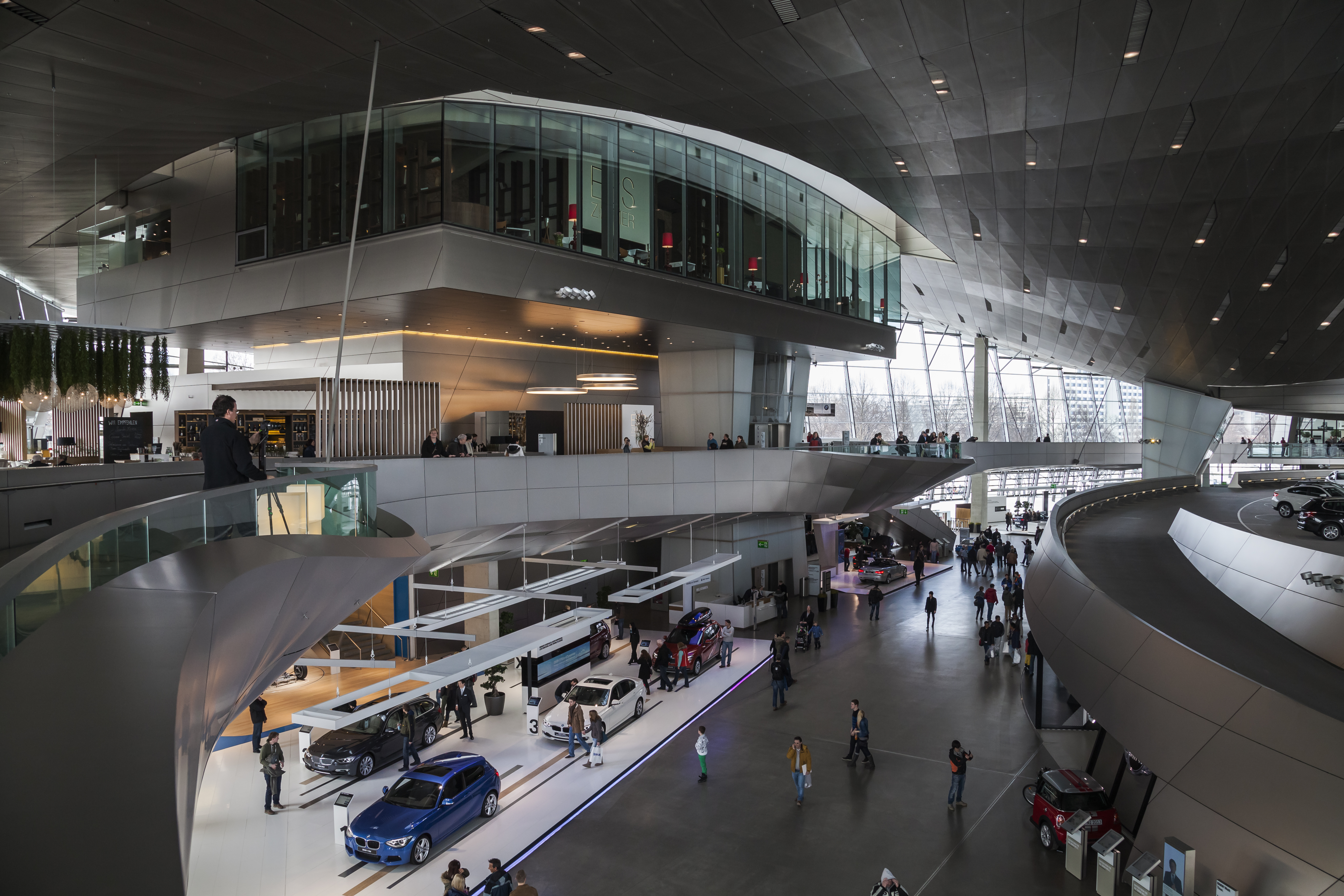
室內

宝马中心由库柏·西梅布芬事务所（Coop Himmelb(l)au）为宝马集团设计，建造时间从2003年8月到2007年夏天。最初的设想在2006年世界杯之前完成并开放，最终于2007年10月20和21日举行开幕典礼。
宝马世界的屋顶设计了一个800千瓦的太阳能电站。建筑师Wolf D. Prix在开幕礼上说：“这个建筑里没有一个无聊的展览馆，它不仅仅是一个神殿，还是一个市场，以及分享知识的交流中心和会议中心。”
| 起建时间         | 2003年8月  |
| 开放时间         | 2007年10月 |
| 长度             | 180m       |
| 宽度             | 130m       |
| 高度             | 24m        |
| 太阳能电池板     | 3660       |
| 建筑体积         | 400000m³   |
| 层数             | 9          |
| 房间数           | 1154       |
| 自动喷水灭火装置 | 10000个    |

## 外部連結
- 官方网站
- BMW-Welt on www.muenchenarchitektur.com（页面存档备份，存于）
- BMW European Delivery wiki（页面存档备份，存于）, on the Bimmerfest.com site

48°10′37″N 11°33′24″E / 48.17694°N 11.55667°E